# Locomotiva FAL I
La locomotiva gruppo I della Ferrovia Lucca-Aulla (FAL) era una locomotiva a vapore di rodiggio C, costruita in esemplare unico dalla Borsig di Berlino. Seguendo l'uso della FAL, che assegnava un nome ad ogni macchina, venne battezzata come "Aulella".
In seguito al riscatto della FAL da parte delle Ferrovie dello Stato (1915), la I venne classificata nel gruppo 828, inizialmente con numero 82801, e dal 1919 828.001.
Nel 1925 venne alienata dal parco FS e ceduta alla Montecatini, che la utilizzò per manovre sulla ferrovia mineraria di Ribolla. Venne accantonata nel 1951 e demolita.
Era gemella di un gruppo di locomotive delle Ferrovie del Sud-Est.